# مهرجان عنابة للفلم المتوسطي 2024
مهرجان عنابة للفيلم المتوسطي 2024  يعد الطبعة الرابعة للمهرجان حيث نظم في 24 لغاية 30 أفريل 2024 بعد إنقطاع دام 4 سنوات وكذلك بعد تأجيله تضامنا مع القضية الفلسطينية حيث كان من المفترض انطلاقها شهر نوفمبر 2023 
عرض في المهرجان 75 فيلم بين روائي طويل وقصير ووثائقي من 18 دولة أين تم عرضهم في مسرح عز الدين مجوبي وقاعة سينيماتيك عنابة  وكان تصميم شعار الدورة من قبل شوقي بوكاف والذي يتضمن الغزال الذهبي

## فعاليات ثقافية

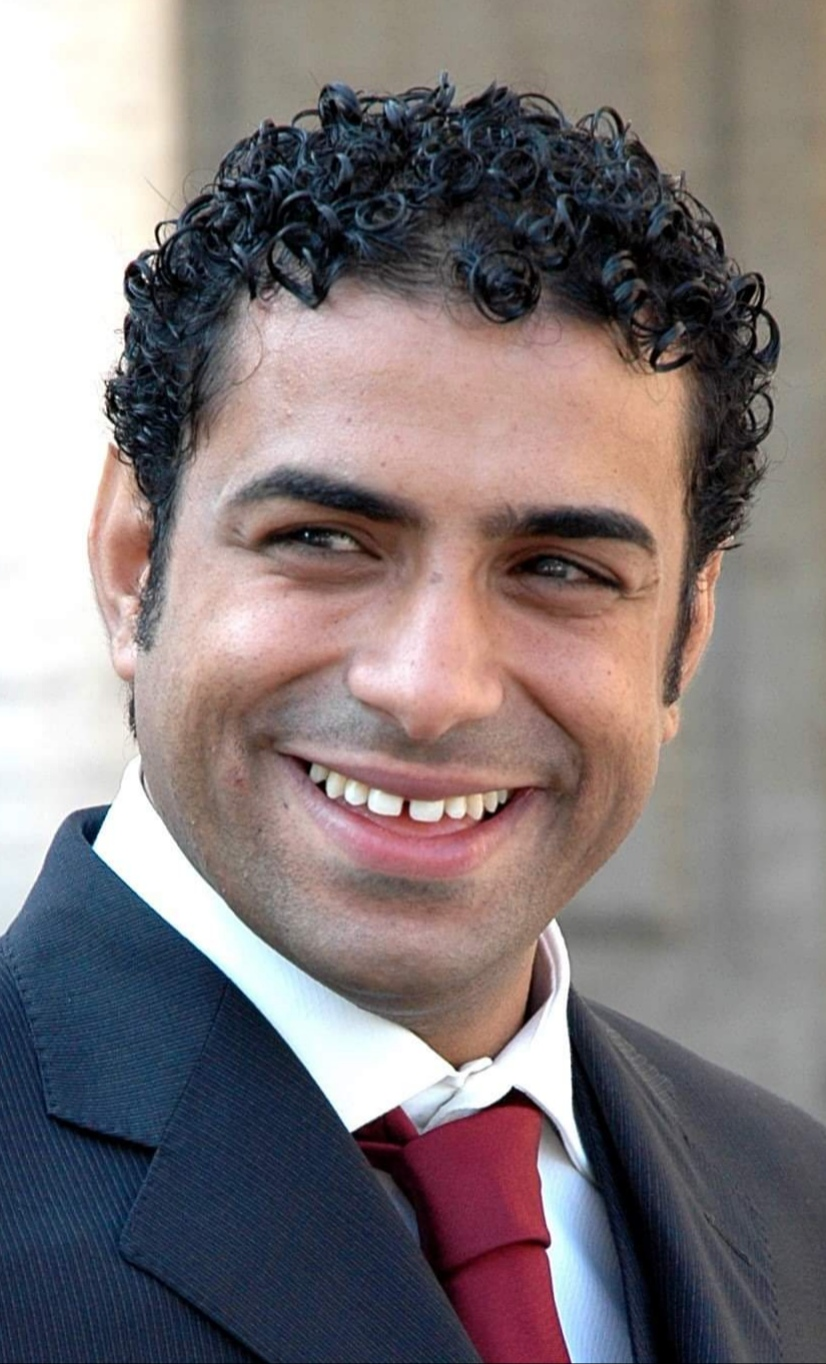
ميلود مراد بن عمارة

### ندوات وملتقيات
1. كانت إيطاليا ضيفة الشرف ممثلة بالمعهد الإيطالي الثقافي بالجزائر وأقيمت ندوة بخصوص السينما الإيطالية تحت عنوان 130 سنة من السينما بعيون النقاد أشرف عليها ميلود مراد بن عمارة وتطرق لمحاورها الثلاث كل من ماسيمو ليتشي وجيمس كومينغ و أوسكار لاروسي[5]
2. أما الندوة الثانية فكانت بالشراكة مع مؤسسة الفيلم الفلسطيني تحت عنوان تحيا فلسطين حيث تطرقت للعقبات والتحديات السينما الفلسطينية في صناعة الأفلام في ظل التهديدات الصهيونية [6]ملف:شعار تحيا فلسطين بمهرجان عنابة.jpgشعار تحيا فلسطين بمهرجان عنابة

شعار تحيا فلسطين بمهرجان عنابة

3. ملتقى حول الصناعة السينماتوغرافية حيث حضره كل من الفاعلين السينمائيين من فنانين ومسؤولي الثقافة والمالية والبنوك إضافة إلى تناول مواضيع السينما التي تخص البحر المتوسط كما تطرق أيضا لموضوع الجوائز العالمية والتوزيع بمشاركة أحمد راشدي[7]

### ورشات
| التمثيل                                        | الإنتاج   | إخراج فيلم قصير | التصوير     | السيناريو  | الصوت       | التركيب    |
| ---------------------------------------------- | --------- | --------------- | ----------- | ---------- | ----------- | ---------- |
| - خالد بن عيسى - عزيز بوكروني - فوزي بن براهيم | يحي مزاحم | عبد الله الخطيب | علال يحياوي | طاهر بوكلة | حميد بوزيان | سليم أكتوف |

## أجواء المنافسة

### لجنة التحكيم

#### الفيلم الروائي الطويل
|    | الإسم           | البلد            |
| -- | --------------- | ---------------- |
| 01 | نوري بيلج جيلان | تركيا            |
| 02 | عديلة بن ديمراد | الجزائر          |
| 03 | مستانه مهاجر    | إيران            |
| 04 | جاستن باردا     | الولايات المتحدة |

#### الفيلم الوثائقي
|    | الإسم           | البلد   |
| -- | --------------- | ------- |
| 01 | بهيج حجيج       | لبنان   |
| 02 | جيس كومينغ      | كندا    |
| 03 | شرقي خروبي      | بلجيكا  |
| 04 | يبلينا لانيوفا  | الجزائر |
| 05 | إيفان بولوتيكوف | روسيا   |

#### الفيلم الروائي القصير
|    | الإسم             | البلد    |
| -- | ----------------- | -------- |
| 01 | رؤى المدني        | السعودية |
| 02 | ريم تاكوشت        | الجزائر  |
| 03 | جود سعيد          | سوريا    |
| 04 | نورة نفزي         | تونس     |
| 05 | ايلينا روباشيفسكا | أوكرانيا |

### الجوائز

#### الفيلم الروائي
| الجوائز                                                        |                             | المخرج          | البلد          |
| -------------------------------------------------------------- | --------------------------- | --------------- | -------------- |
| جائزة الغزال الذهبي لأحسن فيلم طويل قيمتها 15,000 دولار أمريكي | ماتريا                      | ألفارو جاجو     | إسبانيا        |
| جائزة الغزال الذهبي لأحسن سيناريو                              | روزينانت                    |                 | تركيا          |
| جائزة أحسن دور رجالي                                           | صالح بكري في فيلم الأستاذ   | فرح النابلسي    | فلسطين المحتلة |
| جائزة أحسن دور نسائي                                           | ماريا فاسكاز في فيلم ماتريا |                 | إسبانيا        |
| جائزة لجنة التحكيم                                             | فرانس فانون                 | عبد النور زحزاح | الجزائر        |

#### الروائي القصير
|                | الفيلم                | المخرج           | البلد          |
| -------------- | --------------------- | ---------------- | -------------- |
| الجائزة الكبرى | سوكرانيا 59           | عبد الله الخطيب  | فلسطين المحتلة |
| لجنة التحكيم   | ليلة أعمال شغب        | أندرياس شيتانيس  | قبرص           |
| التنويه 01     | السينما شيء رائع      | دافيد فيرنانديز  | إسبانيا        |
| التنويه 02     | الواقع الحقيقي للقتال | أندريا سلافيتشيك | كرواتيا        |

#### الفيلم الوثائقي
|                                                                  | الفيلم        | المخرج         | البلد          |
| ---------------------------------------------------------------- | ------------- | -------------- | -------------- |
| جائزة الغزال الذهبي لأحسن فيلم وثائقي قيمتها 15,000 دولار امريكي | صارورة        | نيكولا زامبيلي | إيطاليا        |
| جائزة لجنة التحكيم                                               | باي باي طبريا | لينا سويلم     | فلسطين المحتلة |

## وصلات خارجية
- مهرجان عنابة